# Čerkesk
Čerkesk (ruski: Черке́сск) je grad u Rusiji. Glavni je grad republike Karačajevo-Čerkezije.
Broj stanovnika: 116.400 (2002.). 
Grad je osnovan 1804. godine kao Batalpašinskaja. Zatim je preimenovan u Batalpašinsk 1931., pa u Sulimov 1934., u Ježovo-Čerkesk 1937. i konačno u današnji naziv, Čerkesk 1939. godine.